# ワラルー
ワラルー (wallaroo) は、カンガルー属のうち3種
- アカワラルー (antilopine wallaroo) Macropus antilopinus
- クロワラルー (black wallaroo) Macropus bernardus
- ケナガワラルー (common wallaroo) Macropus robustus

の総称である。
小型のワラビーと大型のカンガルー（狭義）との中間の大きさであることから、ポートマントーのワラルーと呼ばれる。